# Margaux Ducès
Pas d'image ? Cliquez ici

a Compétitions nationales et continentales officielles uniquement.

b Matchs officiels uniquement.
Dernière mise à jour le 17 novembre 2023.
Margaux Ducès, née le 19 août 2003 à Pau, est une joueuse française de rugby à XV évoluant au poste de demi de mêlée au Stade bordelais.
Avec son club, elle est championne de France en 2024 et 2025.

## Biographie
Margaux Ducès naît à Pau le 19 août 2003. 
Elle commence le rugby en 2018 au Club olympique de Pontlieue du Mans, avant d'intégrer l'année suivante les rangs du Stade rennais. En 2022, elle est titulaire dans l'équipe de France des moins de 20 ans qui affronte l'Angleterre.
En février 2023 elle est sélectionnée dans le groupe de 40 joueuses qui prépare le Tournoi des Six Nations, et retenue dans le groupe final le mois suivant.
Au début de la saison 2023-2024 elle rejoint le club des Lionnes du Stade bordelais. Elle contribue à la reconquête du titre par le Stade bordelais après avoir participé à cinq des treize rencontres du championnat 2023-2024, dont les trois matchs de la phase finale,. L'année suivante, elle remporte à nouveau le Championnat de France avec le même club.

## Palmarès

### En club
- Vainqueur du Championnat de France féminin en 2024 et  2025 avec le Stade bordelais.